# 아이에테스

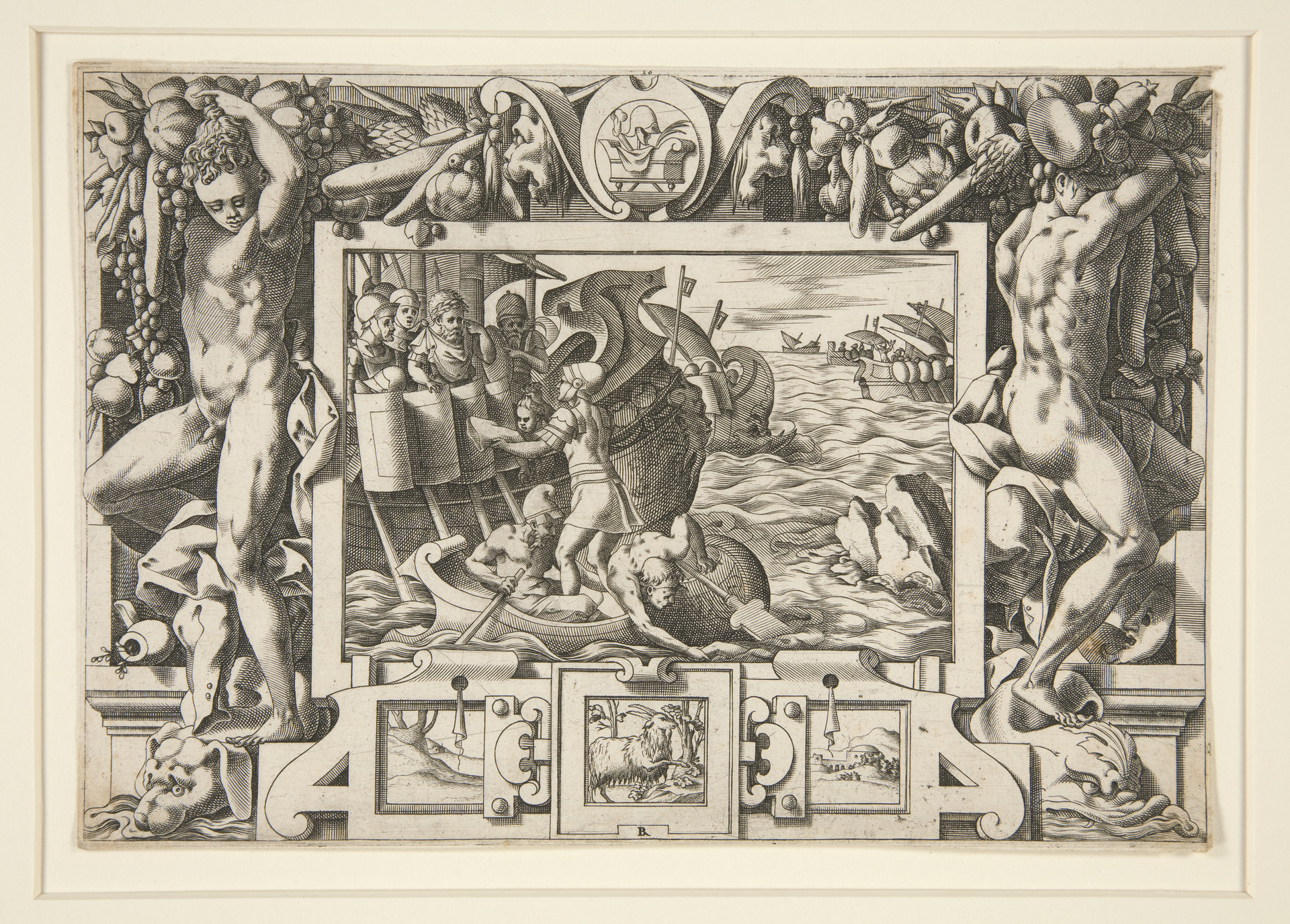

그리스 신화에서 아이에테스(Aeëtes 또는 Æëtes, 그리스어: Αἰήτης, 라즈어: Ayet, 조지아어: აიეტი)는 태양신 헬리오스와 오케아니스 페르세이스(오케아누스의 딸)의 아들이며, 키르케와 파시파에의 형제이고, 메데아, 칼키오페, 아프시르투스의 부친이다. 그는 콜키스(고대 라즈 왕국과 조지아)의 왕이 되었다. 다른 자료에 따르면, 그는 페르세스의 형제, 타우리스의 왕, 헤카테의 남편, 키르케, 메데이아, 아에기알레우스의 부친이라고 한다.
파우사니아스 나라는, 시인 에우멜로스에 따르면, 아이에테스는 (팔로폰네수스 북부에서 온) 헬리오스의 아들이며 알로에우스의 형제라고 했다. 헬리오스는 그가 통치하는 나라를 나누어, 아소피아(아소푸스 참조)의 지역은 알로에우스에게 주고 에피라(코린토스의 지역은 아이에테스에게 줬다. 후일에, 아이에테스는 그의 왕국을 헤르메스와 알키다메이아의 아들 보우노스에게 줬고, 코카서스 서부의 콜키스로 떠났다. 노우노스가 죽을 때, 알로에우스의 아들인, 아소피아에서 통치하는 에포페우스가 에피라의 왕까지 되었다.
프릭수스는 아타무스와 네펠레의 아들로 쌍둥이 남매 헬레와 마찬가지로 그들의 계모 이노를 싫어하였다. 이노는 그 쌍둥이를 해치우기 위한 술수를 품고, 그들이 농사를 짓지 못하게 모든 마을의 곡물 씨들을 볶았다. 그 지방의 농부들은 기근이 들까 무서워 오라클 가까이서 어떻게 하면 좋겠냐고 물어봤다. 이노는 오라클의 말을 거짓으로 전하려고 어떤 사람에게 뇌물을 줘서 보냈고 수뢰자는 다른 사람들에게 오라클이 프릭수스의 희생을 요구한다고 말했다. 그런데 프릭수스가 죽임을 당하기 전에, 그와 헬레는 그들의 친모인 네펠레가 보낸 황금 숫양 덕분에 목숨을 건졌다. 헬레는 헬레스폰트(그녀 이후에 이름 붙여짐)에서 숫양에서 떨어져 빠져 죽었지만, 프릭수스는 콜키스로 가는 모든 길에서도 살아남았다. 콜키스의 아이에테스는 그를 만났고, 치유해 주었으며, 딸 칼키오페를 주어, 서로 결혼하게 했다. 은혜에 대한 보답으로, 프릭수스는 왕에게 숫양의 황금양모를 주었고 아이에테스는 그 선물을 그의 왕국에 있는 나무에다가 걸어 놓았다.
얼마간의 시간이 지나고, 이아손이 도착해서 그 양모는 자기 것이니 내놓으라고 소리쳤다. 아이에테스는 이아손이 어떠한 과제를 수행해야만, 그것을 주겠다고 했다. 먼저, 이아손은 멍에를 지고 불을 뿜는 거세소와 함께 밭을 갈았다. 그리고 나서, 이아손은 용의 이빨들을 밭에 뿌렸다. 이빨들이 발아해 용아병이 되었고 군대를 이뤘다. 그러나 이아손은 신속한 판단으로 그들이 자기를 공격하기 전에 그들 무리에게 돌을 던졌다. 그 군인들은 돌이 어디서 날아왔는지 알 수가 없었고 그들 끼리 공격하고 서로를 죽였다. 결국엔, 아이에테스는 양모를 지키기 위해 이아손과 싸우게 되었고 잠없는 용을 죽이게 되었다.이아손은 자신에게 홀딱 반해서 양모를 두고 벌이는 싸움에서 많은 도움을 준 메데아를 데리고 출항했다. 아이에테스는 자기 소유의 배를 가지고 도망친 선원들을 추적하려 했으며, 메데아는 아이에테스의 주의를 흐트려 놓으려고 남동생아프시르투스를 칼로 찔러서 배 밖으로 던졌다.아이에테스가 아프시르투스를 찾으려고 혈안이 되어 있는 사이에 이아손과 메데아는 탈출했다.

## 참고 문헌
- Orpheus. Argonautica, 760-1044.
- Apollonius Rhodius. Argonautica, 3,240-4,131.
- Apollodorus. Library, 1,83.
- Pausanias. Description of Greece, 2,3.10.
- Strabo. Geographica, 1,45.

| 국왕                  |             |               |
| 전임 없음 아마도 시초 | 콜키스의 왕 | 후임 페르세스 |